# Église de Tervo
L'église de Tervo (en finnois : Tervon kirkko) est une église luthérienne située à  Tervo en Finlande.

## Présentation
L'église est conçue par Ilmari Launis et sa construction se termine à l'automne 1925. 
Les décorations interieures sont de Mauno Paananen.
L'édifice est en briques rouges et partiellement crépi.
Son style est celui de l'historicisme avec des traits du nationalisme romantique. 
Le retable réalisé par Ilmari Launis représente la prosternation des bergers.
Le crucifix est sculpté en 1924 par Mauno Paananen.
L'orgue à 15 jeux est livré en 1962 par la fabrique d'orgues de Kangasala.